# Light (Amsterdam)
Light (brug 1988) is een bouwkundig en artistiek kunstwerk in Amsterdam-Oost.
De smeedijzeren voetbrug is gelegen op het Java-eiland en overspant de Majanggracht. Die gracht is gegraven ten tijde dat het Java-eiland eind 20e eeuw een woonbestemming kreeg met daartussen tuinen. Deze openbare tuinen liggen in een strook van oost naar west tussen woonblokken op het schiereiland. Light ligt tussen de Taman Sapituin en de Kratontuin. De voetbrug maakt deel uit van een serie soortgelijke bruggen, die op het eiland verschenen. Die zogenaamde letterbruggen zijn in 1994 ontworpen door de Belgische kunstenaars Guy Rombouts en Monica Droste en vanaf 1998 gebouwd; het jaar waarin Droste overleed. Figuratie van brugleuningen geven het woord "Light" of Licht weer in het door hun ontworpen Azart-alfabet. Volgens richtlijnen binnen dat Azart-alfabet zouden de letters ook een bepaalde kleur mee moeten krijgen. Architect Paul Wintermans, verantwoordelijk voor de vertaling van kunst naar brug, vond dat te speels; de bruggen werden in zwart uitgevoerd. 
Dit grillig bruggetje vormt een eenling binnen de letterbruggen; alle andere bruggen in de reeks zijn (bijna) plat, terwijl Light aan beide zijden met trapjes moet worden bestegen. De brug heeft twee poorten; een in een ronde en een in een spitsboog.

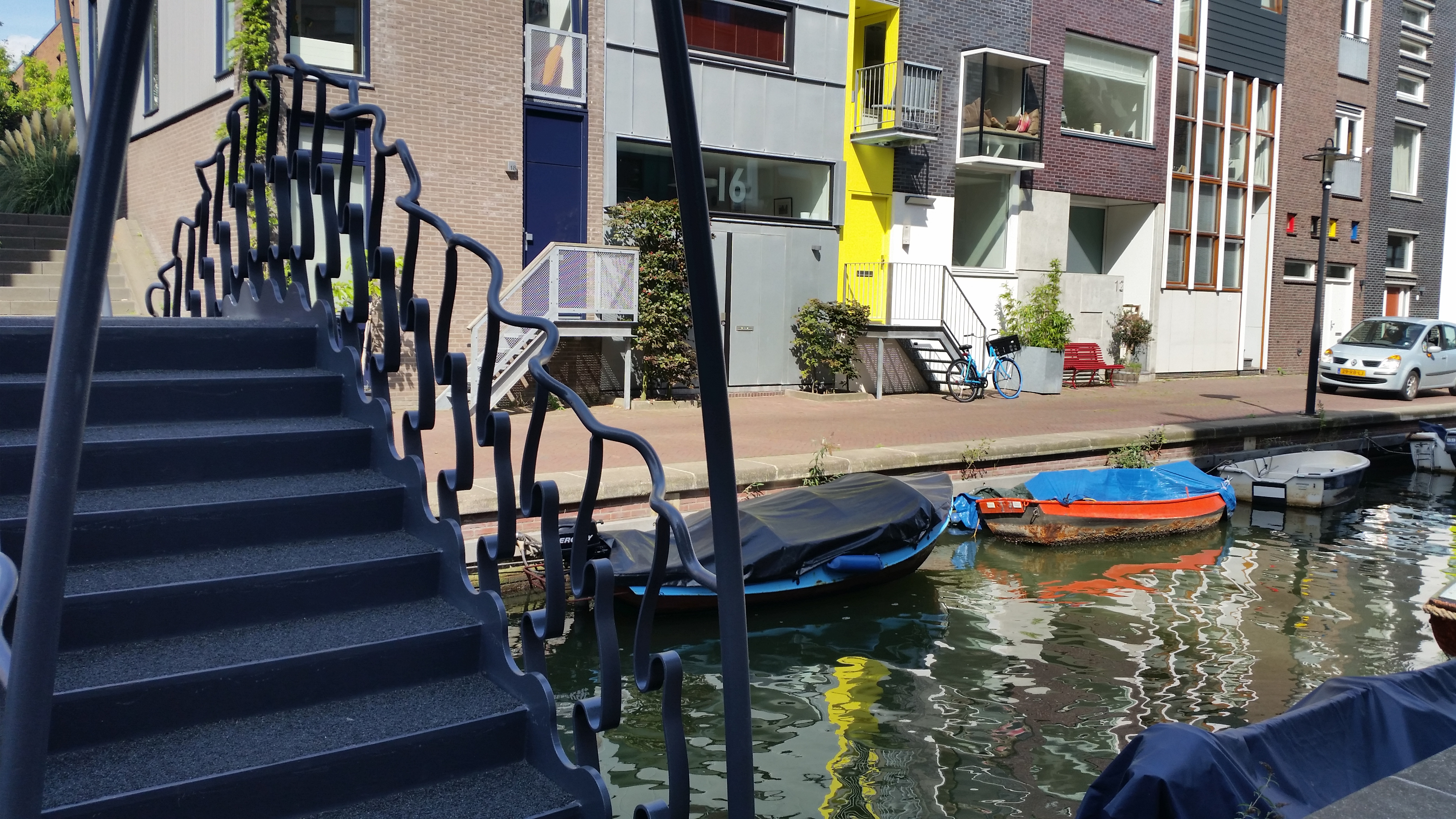
Slingerende leuning van Light (augustus 2019)

<<< · 1900 · 1901 · 1902 · 1904 · 1906 · 1907 · 1908 · 1909 · 1910 · 1911 · 1913 · 1914 · 1915 · 1916 · 1917 · 1919 · 1920 · 1922 · 1923 · 1925 · 1927 · 1929 · 1930 · 1931 · 1932 · 1933 · 1935 · 1936 · 1937 · 1938 · 1939 · 1940 · 1941 · 1942 · 1944 · 1945 · 1946 · 1947 · 1948 · 1949 · 1950 · 1951 · 1952 · 1953 · 1954 · 1955 · 1956 · 1957 · 1958 · 1959 · 1960 · 1961 · 1962 · 1963 · 1964 · 1965 · 1966 · 1967 · 1968 · 1969 · 1970 · 1971 · 1972 · 1973 · 1974 · 1975 · 1976 · 1977 · 1978 · 1979 · 1980 · 1981 · 1982 · 1983 · 1984 · 1985 · 1986 · 1987 · 1988 · 1989 · 1990 · 1991 · 1992 · 1993 · 1994 · 1995 · 1996 · 1997 · 1998 · 1999 · >>>
Brugnummers 1903, 1905, 1912, 1918, 1921, 1924, 1926, 1928, 1934, 1943 zijn niet (meer) in gebruik (januari 2021)